# Pasquale Janniello
Pasquale Janniello (Frattamaggiore, 9 febbraio 1891 – Porte di Salton, 24 ottobre 1918) è stato un militare italiano, decorato di medaglia d'oro al valor militare alla memoria nel corso della prima guerra mondiale.

## Biografia
Nacque a Frattamaggiore in provincia di Napoli il 9 febbraio 1891 , figlio di Ernesto e di Concetta Rodagno. Trasferitosi ad Asti con la famiglia, vi conseguì il diploma di perito meccanico. Chiamato a prestare servizio militare di leva nel Regio Esercito, fu assegnato all'11º Reggimento fanteria della Brigata Casale e partecipò alla guerra italo-turca in Libia dal luglio 1912. Rientrato in Italia fu posto in congedo con il grado di caporale nel novembre 1913. Nel maggio 1915, dopo la dichiarazione di guerra all'Impero austro-ungarico, fu richiamato in servizio attivo per mobilitazione ed assegnato, il 15 giugno, all'82º Reggimento fanteria, che raggiunse in zona di operazioni in Val Cordevole. Nel mese di luglio prese parte alle azioni compiute dal reggimento contro le difese nemiche del Settsass–Monte Sief e nel mese di ottobre a quelle per la conquista della Conca di Val Parola. Promosso sergente nel novembre 1915, combatté sul Col di Lana e il 21 aprile 1916 rimase ferito e dovette essere ricoverato in ospedale. Una volta guarito, fu ammesso a frequentare un corso per mitraglieri, al cui termine ritornò in linea, sull'Isonzo, con una sezione della 127ª Compagnia mitragliatrici del 74º Reggimento fanteria con la quale partecipò alla battaglia per la conquista di Gorizia nell’agosto dello stesso anno. Combattendo sul Nad Logem, a San Grado di Merna e sul Veliki, per le numerose prove di coraggio e per abilità di comando fu promosso sergente maggiore per merito di guerra. Con la sezione mitragliatrici assegnata al 228º Reggimento fanteria della Brigata Rovigo, dal maggio 1917 combatté sul Volkovniak e a Dosso Faiti e, durante il ripiegamento dell'esercito sulla linea del Piave dopo l'esito negativo della battaglia di Caporetto, fu promosso aiutante di battaglia per merito di guerra. Trasferito alla 572ª Compagnia mitraglieri assegnata al 6º Reggimento fanteria, partecipò alla battaglia del solstizio (giugno 1918) a Nervesa e ai primi dell'ottobre successivo si portò nel settore dello Spinoncia. All'alba del 24 ottobre, il 6º Reggimento partì all'attacco delle posizioni nemiche dello Spinoncia e delle Porte di Salton, sostenuto dal fuoco della compagnia mitragliatrici. Benché rimasto ferito due volte sin dall’inizio del combattimento, non abbandonò il campo di battaglia e, ripresa l'azione, fu tra i primi ad accorrere; mentre con i fanti stava per oltrepassare le Porte di Salton, cadde colpito a morte. Con Decreto Luogotenenziale del 29 maggio 1919 fu insignito della medaglia d'oro al valor militare alla memoria.

### Fonti
1. 1 2 3 4 5 6 7 8 9 10 11 12 13 14  Combattenti Liberazione.
2. 1 2  Carolei, Greganti, Modica 1968, p. 154.
3. ↑  Medaglie d'oro al valor militare sul sito della Presidenza della Repubblica